# La poma (Star Trek)
"La poma" (títol original en anglès "The Apple") és el cinquè episodi de la segona temporada de la sèrie de televisió de ciència-ficció estatunidenca Star Trek. Escrit per Max Ehrlich i dirigit per Joseph Pevney, es va emetre per primera vegada el 13 d'octubre de 1967.
A l'episodi, la tripulació del Enterprise visita un planeta els habitants del qual viuen només per servir una màquina.

## Argument
El USS Enterprise arriba a Gamma Trianguli VI, un planeta que sembla ser un paradís tropical amb recursos naturals molt rics. El capità Kirk dirigeix un grup de desembarcament inclòs el cap mèdic Dr. McCoy, l'alferes Chekov, el primer oficial Spock, la contramestre Martha Landon i quatre del personal de seguretat. Ràpidament descobreixen que el "paradís" és extremadament hostil, perdent tres membres de l'equip de seguretat a causa d'una planta que dispara espines verinoses, una estranya tempesta de llamps i una roca explosiva. El transport de tornada a la nau és impossible, ja que un camp d'energia està agafant energia de l'Enterprise, fent que el transportador sigui inoperable.
Kirk ordena a l'equip anar cap a un poble primitiu, evitant amb cura els perills. Al llarg del camí, capturen un nadiu del planeta que els ha estat rastrejant. L'home espantat, Akuta (Keith Andes), diu que és el cap dels "Alimentadors de Vaal". Unes petites antenes al cap li permeten comunicar-se amb "Vaal", actuant com els ulls i les orelles de l'entitat. Durant aquesta conversa, l'enginyer en cap Scott informa que l' Eterprise està sent arrossegada lentament cap al planeta per un raig tractor. Kirk, sospitant d'una connexió amb Vaal, demana a l'Akuta que els hi porti.
Akuta els condueix a una formació rocosa amb una figura de cap semblant a un drac al davant. L'anàlisi de Spock mostra que l'entrada està protegida per un camp de força, però sembla conduir a un complex subterrani. Akuta diu que en Vaal potser voldria parlar amb ells més tard, però mentrestant, ofereix l'hospitalitat del seu poble.
La tripulació de l’Enterprise troba que els vilatans són joves i sans, com Akuta, però una mica poc sofisticats. Els vilatans diuen que Vaal prohibeix "tocar", ja que no calen "reemplaçaments" (nens). Al cap d'un temps s'observa que els vilatans "alimenten" a Vaal amb el mineral explosiu, aparentment el seu combustible, i el grup d'aterratge conclou que Vaal és una màquina que manté les condicions semblants a l'Edèn del planeta, fent els habitants pràcticament immortals i fent que la majoria de treballs siguin innecessaris. Spock i McCoy discuteixen sobre la conveniència d'aquest sistema, però Kirk els recorda que han d'alliberar l' Enterprise.
Al vespre, Chekov i Landon van a una zona aïllada per fer-se un petó, i una jove parella nativa observa i copia el seu comportament. Vaal s'adona a l'instant i, a través d'Akuta, ordena als nadius que matin els estranys al matí. Durant el seu atac l'últim home de seguretat és assassinat, però la resta de la tripulació sotmet els vilatans i els col·loquen en una barraca. Landon en particular es distingeix en la lluita, utilitzant impressionants habilitats de combat cos a cos per desactivar dos vilatans.
Scott informa que un intent d'utilitzar tota la potència disponible per alliberar la nau ha fallat. Kirk ordena a la seva tripulació que impedeixi que els vilatans alimenten en Vaal, i instrueix a Scott que dispari els fasers de la nau a la formació rocosa, amb l'esperança d'esgotar el poder restant de Vaal. Vaal està sobrecarregat i l 'Enterprise s'allibera del feix del tractor.
Kirk li diu a un Akuta angoixat que la seva gent ara podrà experimentar una vida normal. A bord del vaixell, Spock suggereix que les seves accions eren l'equivalent al fruit de l'Arbre del Coneixement - expulsant els vilatans del seu Jardí de l'Edèn. Kirk conclou amb ironia que potser un altre membre de la tripulació s'assembla més a Satanàs que en Kirk.

## Doblatge al català
L’episodi va ser doblada al català pels estudis Tecni-3 (primera part) i Diálogo (segona part) i emés a TV3 l’any 1989.
| Personatge                | Actor/actriu     | Veu en català                      |
| ------------------------- | ---------------- | ---------------------------------- |
| James T. Kirk             | William Shatner  | Jordi Boixaderas                   |
| Spock                     | Leonard Nimoy    | Isidre Sola i Llop                 |
| Leonard McCoy             | DeForest Kelley  | Eduard Lluís Muntada               |
| Montgomery Scott 'Scotty' | James Doohan     | Joan Carles Gustems Domènec Farell |
| Nyota Uhura               | Nichelle Nichols | Glòria Roig Azucena Díaz           |
| Hikaru Sulu               | George Takei     | Jaume Nadal Enric Cusí             |
| Pavel Chekov              | Walter Koenig    | Quim Roca Pep Madern               |
| Akuta                     | Keith Andes      | Jordi Royo                         |
| Makora                    | David Soul       | Lluís Posada                       |
| Oficial Kyle              | John Winston     | Jordi Vilaseca                     |
| Tinent Leslie             | Eddie Paskey     | Enric Isasi-Isasmendi              |
| Sayana                    | Shari Nims       | Núria Domènech                     |
| Martha Landon             | Celeste Yarnall  | Marta Calvó                        |

## Producció
L'episodi està presenta un jove David Soul (posteriorment famós per Starsky & Hutch fama) com un dels Alimentadors de Vaal.
L'episodi fa l'única referència de la sèrie TOS a la secció de separació que es pot separar de la resta de l' Enterprise quan Kirk està discutint les opcions perquè Scotty salvi la nau.

## Recepció
Zack Handlen de l'A.V. Club va donar a l'episodi una "B-" criticant la interferència de Kirk en la cultura del planeta.
El 2009, GameRadar+ va assenyalar aquest episodi per la mort del tripulant Hendorff (l'actor Mal Friedman) per una planta mortal durant la missió llunyana a la superfície del planeta.
El 2017, Den of Geek va classificar "La poma" com el novè pitjor episodi de la sèrie de televisió Star Trek original.
El 2024, Hollywood.com va classificar La poma al número 20 dels 79 episodis de la sèrie original.